# Katwe-Kikorongo
Le Katwe-Kikorongo est un champ volcanique de l'Ouganda.

## Géographie
Le Katwe-Kikorongo est situé en Afrique de l'Est, dans le Sud-Ouest de l'Ouganda, dans le centre de la branche occidentale de la vallée du Grand Rift. Encadré par le Rwenzori au nord et le canal de Kazinga qui le sépare du Bunyaruguru au sud, ce champ volcanique s'étire selon un axe nord-est/sud-ouest entre le lac Édouard situé au sud-ouest et le lac George situé à l'est.
Il est composé de plusieurs maars et cônes de tuf foïditique culminant à 1 067 mètres d'altitude et dont certains sont occupés par des lacs. L'un de ces lacs, le lac Katwe, se loge dans une dépression de trois kilomètres de longueur formée par la coalescence de deux de ces maars.

## Histoire
Les dates exactes des dernières éruptions du Katwe-Kikorongo sont inconnues mais elles semblent s'être produites à l'Holocène.